# Thomas Crane Public Library
Die Thomas Crane Public Library (TCPL) ist eine öffentliche Bibliothek in Quincy im Bundesstaat Massachusetts der Vereinigten Staaten. Sowohl das Hauptgebäude (40 Washington Street) als auch die Zweigstelle Wollaston (41 Beale Street) wurden 1972 bzw. 1989 mit jeweils eigenen Nummern in das National Register of Historic Places eingetragen. Das Hauptgebäude wurde 1987 zusätzlich als National Historic Landmark anerkannt.

## Architektur

### Außenbereiche
Das Gebäude wurde mit Quadersteinmauerwerk aus Granit errichtet und verfügt über rote, horizontal verlaufende Akzente aus Sandstein. In das asymmetrisch gestaltete Giebeldach – die Rückseite ist länger als die Vorderseite – wurden augenlidförmige Dachgauben integriert. Über dem mit einem breiten Bogen ausgestatteten Eingangsbereich befindet sich ein Kreuzgiebel, links davon ein turmartiger Treppenaufgang. Ein Sandsteinblock oberhalb des Eingangs trägt die Inschrift „Anno Domini MDCCCLXXXI“.
1908 wurde an der Rückseite ein erster Anbau hinzugefügt; 1939 folgte im Südosten der Albert-Crane-Memorial-Flügel, der die verfügbare Fläche der Bibliothek nahezu verdoppelte.

### Innenbereiche

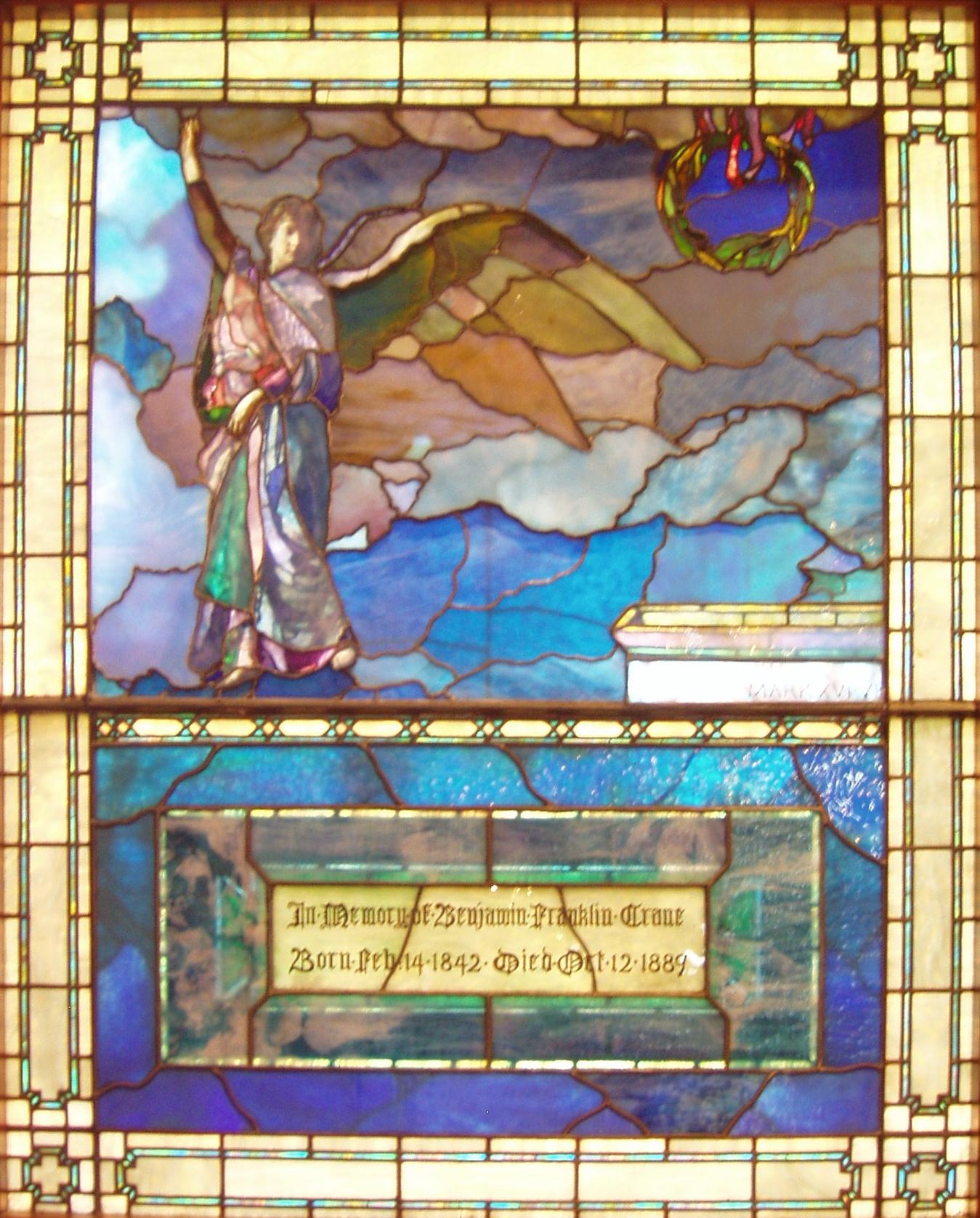
Das Fensterbild Angel at the Tomb von John La Farge.

Das Innere ist im Gegensatz zu den meisten älteren Bibliotheken vergleichsweise prachtvoll ausgestaltet. Besonders detailliert wurde die aus Holz bestehende Feuerstelle im Lesesaal ausgearbeitet, die mit Gravuren aus floralen Motiven der Umgebung verziert ist. Auch die von La Farge gestalteten Fenster fanden weitreichende Beachtung.

## Historische Bedeutung
Henry Hobson Richardson zählte – vor allem aufgrund der den Neoromanik-Stil begründenden Trinity Church in Boston – zu den einflussreichsten Architekten seiner Zeit, starb jedoch bereits mit 47 Jahren auf dem Höhepunkt seiner Karriere. Die am 30. Mai 1882 eröffnete TCPL ist eine von insgesamt fünf Bibliotheken, die er entwarf.
Am 20. Februar 1880 bot der aus New York stammende Albert Crane der Stadt Quincy an, eine seinem fünf Jahre zuvor gestorbenen Vater Thomas Crane gewidmete Bibliothek zu errichten. Crane verkaufte in New York seit 1829 den in Quincy abgebauten Granit. Aufgrund eines großflächigen Feuers im Jahr 1835 gab es in New York eine große Nachfrage nach dem Granit aus Quincy, sodass Thomas Crane gute Geschäfte machte und Baumaterial unter anderem für das Grand Central Terminal lieferte. Er arbeitete zusätzlich als Bankdirektor und Versicherungsvertreter und war unter anderem mit Horace Greeley eng befreundet. Einen Teil des Sommers verbrachte Crane jedoch stets in seiner Heimatstadt Quincy, weshalb die Familie nicht nur wirtschaftlich mit der Stadt verbunden war. Bereits im Dezember 1880 wurde mit den Bauarbeiten an der Bibliothek begonnen.
Aufgrund seiner Erfahrungen mit der Winn Memorial Library in Woburn und der Ames Memorial Library in Easton konnte Richardson bekannte Probleme vermeiden und zugleich einige Gestaltungselemente erneut verwenden. Bei der Ausgestaltung der Details wurde er vom Maler John La Farge und vom Bildhauer Augustus Saint-Gaudens unterstützt.